# 前歴
| ウィキペディアには「前歴」という見出しの百科事典記事はありません（タイトルに「前歴」を含むページの一覧/「前歴」で始まるページの一覧）。 代わりにウィクショナリーのページ「前歴」が役に立つかもしれません。 |